# Walter Zenga
Walter Zenga (Milán, 28 de abril de 1960) es un exfutbolista italorumano que jugó como guardameta, principalmente en el Inter de Milán.
Con la selección, jugó dos Copas del Mundo y dos Eurocopas.

## Biografía

### Como jugador
Llegado al Inter de Milán en 1982 tras militar en modestos clubes de la Serie C, Zenga se convirtió en el segundo año en su club, en el portero titular, ya que el Inter buscaba un reemplazo al anterior portero, Ivano Bordon, continuaría así durante 11 temporadas. En el club lombardo, Zenga ganó un Scudetto en la temporada 1988/89, dos Copas de la UEFA en 1991 y 1994. En su extensa carrera en el Inter, Zenga coincidió con otras grandes estrellas del balón como Jürgen Klinsmann, Giuseppe Bergomi, Lothar Matthäus, Aldo Serena, Andreas Brehme, Dennis Bergkamp o Nicola Berti.
Tras 12 años como jugador del club neroazzurro, Zenga fichó por la Sampdoria, tras dos años, fichó por el Padova, y tras un año en el club, se marchó al extranjero justo al final de su carrera, para militar en el New England Revolution de la Major League Soccer, en el club estadounidense permaneció dos años antes de poner fin a su carrera como guardameta de manera definitiva.

### Selección nacional
Zenga formó parte de la plantilla que finalizó en cuarto lugar en los Juegos Olímpicos de Los Ángeles 1984 y de la que disputó la Eurocopa 1988 llegando a la semifinal. Disputó también la Copa del Mundo de 1990, la cual se jugó en Italia y donde quedó en tercera posición. Walter Zenga jugó todos los partidos para el equipo azzurro en el campeonato. Posee el récord máximo de minutos sin haber recibido goles en una Copa Mundial, con 517 minutos sobre su compatriota Gianluigi Buffon.

### Participaciones en Copas del Mundo
| Mundial                        | Sede   | Resultado        |
| ------------------------------ | ------ | ---------------- |
| Copa Mundial de Fútbol de 1986 | México | Octavos de final |
| Copa Mundial de Fútbol de 1990 | Italia | Tercer puesto    |

### Participaciones en Eurocopas
| Eurocopa                | Sede             | Resultado  |
| ----------------------- | ---------------- | ---------- |
| Eurocopa Sub-21 de 1986 | Sin sede fija    | Subcampeón |
| Eurocopa 1988           | Alemania Federal | Semifinal  |

### Como entrenador
Inicios
Tras su retiro en 1999, Zenga obtuvo el título de entrenador. Durante sus primeros años como técnico, entrenó al New England Revolution estadounidense (club en el que se retiró) y al equipo amateur del Brera Calcio.
Progresul Bucarest y Steaua Bucarest
Prosiguió su trayectoria en Rumanía, haciéndose cargo del Progresul Bucarest y del Steaua Bucarest.
Estrella Roja de Belgrado
En 2005, firmó por el Estrella Roja de Belgrado, con el que fue campeón de la Liga y de la Copa de Serbia y Montenegro.
Gaziantepspor y Al Ain
En junio de 2006, se incorporó al Gaziantepspor de Turquía; pero tras lograr sólo 5 victorias en 17 partidos de Liga, en enero de 2007 dimitió para aceptar una oferta del Al Ain FC de Arabia Saudí.
Dinamo Bucarest
En la temporada 2007-2008, dirigió al Dinamo Bucarest en sustitución del cesado Mircea Rednic, pero dimitió dos meses después tras perder frente al Steaua en el derbi rumano por 1-0.
Tras su marcha del Dinamo, Zenga trabajó como comentarista de partidos de fútbol en la RAI.
Catania
El 1 de abril de 2008, el ex guardameta fue contratado por el Catania, que había cesado a Silvio Baldini. Debutó como entrenador en el Calcio el 6 de abril, en un partido que el Catania ganó por 3-0 al Napoli. El equipo terminó logrando la permanencia aquella temporada y la siguiente. A finales del mes de mayo de 2009, Zenga decidió abandonar el Catania; siendo sustituido por Gianluca Atzori, un joven entrenador que fue el asistente de Silvio Baldini en la temporada 2007/08.
Palermo
El 5 de junio de 2009, firmó un contrato de 3 años con el Palermo, el eterno rival de su exequipo, el Catania. Sin embargo, fue destituido el 23 de noviembre, dejando al equipo en la zona intermedia de la clasificación.
Al-Nassr, Al-Nasr y Al-Jazira
El 12 de mayo de 2010, se incorporó al Al-Nassr de Emiratos Árabes Unidos, aunque también acabaría siendo despedido a finales de año. Posteriormente, también ocupó los banquillos de otros clubes del país, Al-Nasr y Al-Jazira Club.
Sampdoria
El 4 de junio de 2015, fue anunciado como nuevo técnico de la Unione Calcio Sampdoria. Su debut al mando del conjunto genovés fue todo un fiasco, ya que fue goleado y eliminado en la ronda previa de la Liga Europa por la Vojvodina, por lo que se puso en duda su futuro en el club. Sin embargo, el equipo de la Liguria cambió radicalmente sus resultados al comenzar la Serie A, sumando 7 puntos de 9 posibles. Pero después de este buen arranque, la Sampdoria entró en una mala racha de resultados, con una sola victoria en 7 partidos, lo que dejó al equipo en tierra de nadie en la clasificación y fue el detonante para la destitución de Zenga el 10 de noviembre de 2015.
Al-Shaab CSC
Pocos días después de su salida de la Sampdoria, regresó a los Emiratos Árabes Unidos al firmar por el Al-Shaab CSC. Sin embargo, fue destituido el 21 de febrero de 2016, tras obtener 14 puntos en 18 partidos.
Wolverhampton Wanderers
El 30 de julio de 2016, se hizo oficial su fichaje por el Wolverhampton Wanderers Football Club de la Football League Championship inglesa. Fue despedido el 25 de octubre, tras sólo 3 meses en el cargo, cosechando unos resultados no satisfactorios.
FC Crotone
El 8 de diciembre de 2017, se incorporó al FC Crotone. No pudo mantener al equipo italiano en la élite del Calcio, descendiendo a la Serie B en la última jornada de Liga.
Venezia FC
El 12 de octubre de 2018, fue contratado por el Venezia FC.
Cagliari Calcio
El 3 de marzo de 2020, fue anunciado como nuevo entrenador del Cagliari Calcio. Dirigió al equipo italiano durante las 13 últimas jornadas de la Serie A, finalizando en 14.ª posición. El 3 de agosto, 5 meses después de su nombramiento, fue reemplazado por Eusebio Di Francesco.
Emirates Club
El 5 de enero de 2024, fue oficializado como entrenador del Emirates Club.En mayo del mismo año, fue despedido de su cargo luego de una serie de malos resultados.

## Clubes

### Como jugador
| Club                   | País           | Año         | Partidos | GR     |
| ---------------------- | -------------- | ----------- | -------- | ------ |
| Salernitana            | Italia         | 1978 - 1979 | 3        | (-6)   |
| Savona FBC             | Italia         | 1979 - 1980 | 23       | (-19)  |
| US Sambenedettese      | Italia         | 1980 - 1982 | 71       | (-50)  |
| Inter de Milán         | Italia         | 1982 - 1994 | 473      | (-426) |
| UC Sampdoria           | Italia         | 1994 - 1996 | 54       | (-62)  |
| Padova                 | Italia         | 1996 - 1997 | 22       | (-21)  |
| New England Revolution | Estados Unidos | 1997 - 1999 | 47       | (-73)  |

### Como entrenador
| Club                     | País                   | Año         | P  | PG | PE | PP | % v.  |
| ------------------------ | ---------------------- | ----------- | -- | -- | -- | -- | ----- |
| New England Revolution   | Estados Unidos         | 1998 - 1999 | 36 | 13 | 0  | 23 | 36.11 |
| Brera Calcio             | Italia                 | 2000 - 2001 | 3  | 2  | 0  | 1  | 66.67 |
| FC Progresul de Bucarest | Rumania                | 2002 - 2003 | 43 | 19 | 8  | 16 | 44.19 |
| Steaua de Bucarest       | Rumania                | 2004 - 2005 | 41 | 23 | 8  | 10 | 56.1  |
| Estrella Roja            | Serbia                 | 2005 - 2006 | 43 | 33 | 6  | 4  | 76.74 |
| Gaziantepspor            | Turquía                | 2006 - 2007 | 16 | 4  | 5  | 7  | 25    |
| Al-Ain                   | Emiratos Árabes Unidos | 2007        | 15 | 6  | 5  | 4  | 40    |
| Dinamo de Bucarest       | Rumania                | 2007        | 12 | 5  | 4  | 3  | 41.67 |
| Catania                  | Italia                 | 2008 - 2009 | 50 | 16 | 10 | 24 | 32    |
| USC Palermo              | Italia                 | 2009        | 14 | 5  | 5  | 4  | 35.71 |
| Al-Nassr                 | Emiratos Árabes Unidos | 2010        | 16 | 7  | 8  | 1  | 43.75 |
| Al-Nasr                  | Emiratos Árabes Unidos | 2011-2013   | 94 | 36 | 26 | 32 | 38.3  |
| Al-Jazira Club           | Emiratos Árabes Unidos | 2013-2014   | 35 | 15 | 10 | 10 | 42.86 |
| UC Sampdoria             | Italia                 | 2015        | 14 | 5  | 4  | 5  | 35.71 |
| Al-Shaab CSC             | Emiratos Árabes Unidos | 2015-2016   | 10 | 1  | 1  | 8  | 10    |
| Wolverhampton Wanderers  | Inglaterra             | 2016        | 17 | 6  | 4  | 7  | 35.29 |
| FC Crotone               | Italia                 | 2017-2018   | 22 | 6  | 5  | 11 | 27.27 |
| Venezia FC               | Italia                 | 2018-2019   | 19 | 5  | 7  | 7  | 26.32 |
| Cagliari Calcio          | Italia                 | 2020        | 13 | 3  | 4  | 6  | 23.08 |
| Emirates Club            | Emiratos Árabes Unidos | 2024        | 7  | 1  | 2  | 4  | 14.29 |

## Palmarés
Inter de Milán
- Serie A: 1988-89
- Supercopa de Italia: 1989
- Copa de la UEFA: 1990-91, 1993-94